# Hadropenaeus spinicaudatus
Hadropenaeus spinicaudatus is een tienpotigensoort uit de familie van de Solenoceridae. De wetenschappelijke naam van de soort is voor het eerst geldig gepubliceerd in 1983 door Liu & Zhong.